# Bitwa pod Soissons (486)
Bitwa pod Soissons – starcie zbrojne, które miało miejsce w roku 486 w trakcie walk Franków z armią byłego Cesarstwa Zachodniego. Zwycięstwo w bitwie było decydującym krokiem Chlodwiga I w budowie wielkiego Królestwa Franków. 
Po upadku Zachodniego Cesarstwa Rzymskiego w roku 476, jedynym władcą który utrzymał władzę w tym rejonie Europy był Syagriusz, syn dowódcy armii Aegidusa. Syagriusz był ostatnim przedstawicielem rzymskim, który zajmował tereny położone między Loarą i Sommą. Ziemie Galii wyposażone w wysokiej jakości infrastrukturę i drogi zapewniały tym pozostałościom rzymskiego Cesarstwa pewną stabilizację podczas wędrówek ludów, stały się jednak celem ekspansji sąsiadów ze wschodu – Franków. 
Królestwo Syagriusza wielkością dorównywało państwu Franków nad Renem, skupiającym plemiona rządzone przez wewnętrznych władców i w kilku przypadkach (prawa strona Renu) przesiąknięte kulturą rzymską. Celem Chlodwiga I było jednak całkowite zajęcie ziem Syagriusza i decydująca rozprawa zbrojna. 
Do bitwy doszło pod Soissons. Według legendy Chlodwig żeby wygrać bitwę pomodlił się do Chrystusa, co miało skutkować wygraną bitwą. Wojska Syagriusza (składające się w większości z żołnierzy germańskich) zostały rozbite, sam zaś Syagriusz ratował się ucieczką do królestwa Wizygotów rządzonego przez Alaryka II, u którego zamierzał uzyskać azyl. Alaryk jednak odesłał Syagriusza do Chlodwiga, który nakazał zgładzić przeciwnika. Sukces Franków pozwolił im powiększyć dwukrotnie wielkość swojego królestwa, odtąd granica ich państwa przebiegała nad Loarą, za którą znajdowało się królestwo Wizygotów. W roku 507 w wyniku bitwy pod Vouille Wizygoci zostali ostatecznie wyparci ze swoich ziem i pomaszerowali do Hiszpanii. 
W późniejszych wiekach dochodziło do kolejnych bitew pod Soissons. 

## Literatura
- Jacques Garnier: Dictionnaire Perrin des guerres et batailles de l'histoire de France, éditions Perrin, 2004, ISBN 2-262-00829-9
- Bernard Iselin: Les batailles qui ont fait la France en 1000 images, Cercle européen du livre, Paris, 1963